# Weakly interacting massive particles
Weakly interacting massive particle（WIMP, 弱く相互作用する大質量粒子）とは、暗黒物質の候補の1つである仮説上の粒子である。
WIMPの明確な定義はないが、大まかに言えば、WIMPは重力やその他の力（またはそれら複数の力）を介して相互作用する新しい素粒子である。この力は標準模型には含まれていない可能性があり、弱い核力と同等かそれ以下の一定の強さがあれば良い。多くのWIMP候補は、ビッグバン宇宙論による標準模型の粒子と同様に、初期の宇宙で熱的に生成されたと予想され、通常はコールドダークマターを構成する。熱生成によって正確な現在の暗黒物質の量を得るには{\displaystyle \langle \sigma v\rangle \simeq 3\times 10^{-26}\mathrm {cm} ^{3}\;\mathrm {s} ^{-1}} の自己消滅断面積が必要であり、これは電弱相互作用を介して相互作用する100 GeV 程度の質量を持つ新粒子に期待される値である。
WIMPを検出するための実験的な取り組みには、近くの銀河や銀河団のガンマ線、ニュートリノ、宇宙線など、WIMP消滅の生成物の探索がある他、実験室でのWIMPと原子核の衝突を測定するために設計された直接検出実験や、およびLHCなどの衝突型加速器でWIMPを直接生成する試みなどもある。
素粒子物理学の標準模型の超対称性による拡張は、これらのWIMPに期待される特性を持つ新しい粒子を容易に予測するため、この明らかな一致は「WIMPの奇跡」として知られており、安定した超対称性のパートナーは長い間WIMPの主要な候補だった。 しかし、大型ハドロン衝突型加速器（LHC）実験 で超対称性の証拠を生成できなかったことに加えて、最近の直接検出実験でも未検出であることから、最も単純なWIMP仮説には疑問を投げかけられている。 

## 理論的な枠組みと性質
WIMP的な性質を持つ粒子は、素粒子物理学の標準模型の一般的な拡張であるRパリティを保存する超対称性によって予測されるが、未だ超対称性を持つ新粒子は観測されていない。  WIMP的粒子は、普遍的余剰次元理論やリトルヒッグス理論によっても予言される。
| モデル         | パリティ    | 候補者                              |
| -------------- | ----------- | ----------------------------------- |
| SUSY           | Rパリティ   | 最軽量超対称粒子（LSP）             |
| UED            | KK-パリティ | 最軽量のカルツァクライン粒子（LKP） |
| リトルヒッグス | Tパリティ   | 最軽量のT-odd粒子（LTP）            |

WIMPの主な理論的特徴は次のとおり:
- 弱い核力と重力、あるいは弱いスケール以下の断面積を持つような他の相互作用を介した相互作用を持つ。 [7]
- 標準模型粒子と比較して大きな質量（GeV以下の質量を持つWIMPは軽い暗黒物質と見なされる場合がある）を持つ。

通常の物質との電磁相互作用がないため、WIMPは通常の電磁観測では見えない。また質量が大きいため、それらは比較的動きが遅く、したがって「冷たく」なる。 この低速度により互いの重力を振り切ることが出来ないため、WIMPは一箇所に凝集する傾向がある。  WIMPは、コールドダークマターの主な候補の1つと見なされている。その他の候補には、巨大なコンパクトハローオブジェクト（MACHO）とアクシオンがあるが、これらの名前は、対照的に意図的に選択されたものであり、MACHO（マッチョ、逞しい人）はWIMP（弱虫）よりも後に名前が付けられている。  MACHOとは対照的に、素粒子物理学の標準模型には、WIMPのすべての特性を備えた既知の安定した粒子は存在しない。ニュートリノなどの通常の物質との相互作用がほとんどない粒子はすべて非常に軽いため、動きが速い、つまり「高温」になる。

## 暗黒物質として
1970年代に暗黒物質問題が確立されてから10年後、この問題の潜在的な解決策としてWIMPが提案された。 自然界にWIMPが存在することはまだ仮説段階だが、暗黒物質に関連する多くの天体物理学的および宇宙論的問題を解決すると期待されている。今日、天文学者の間では、宇宙の大部分の質量が実際に暗いという共通認識がある。冷たい暗黒物質で満たされたの宇宙のシミュレーション結果は、観測されたものとほぼ同様の銀河分布を生成する。  対照的に、ホットダークマターは銀河の大規模構造を塗りつぶすため、実行可能な宇宙論モデルとは見なされない。
WIMPは、すべての粒子が熱平衡状態にあった初期の宇宙からの残存暗黒物質粒子のモデルに適合する。初期の宇宙に存在するような十分に高い温度の場合、暗黒物質粒子とその反粒子は、より明るい粒子から形成され、消滅していたと考えられる。宇宙が膨張して冷却されると、これらの軽い粒子の平均熱エネルギーは減少し、最終的には暗黒物質の粒子と反粒子のペアを形成するには不十分になるであろう。しかし、暗黒物質粒子と反粒子のペアの消滅は続き、暗黒物質粒子の数密度は指数関数的に減少し始めるであろう。 しかし、最終的には数密度が低くなり、暗黒物質粒子と反粒子の相互作用が止まり、宇宙が拡大し続けても暗黒物質粒子の数は（ほぼ）一定のままになる。 相互作用断面積が大きい粒子は、より長い期間消滅し続けるため、対消滅相互作用が停止した時の数密度は小さくなる。宇宙における現在推定されている暗黒物質の存在量に基づいて、暗黒物質粒子がそのような残存粒子である場合を考えると、粒子-反粒子対消滅を支配する相互作用断面積は、弱い相互作用の断面積より大きくなることはない。 このモデルが正しければ、暗黒物質粒子はWIMPの特性を持つことになる。

## 間接検出
WIMPは重力と弱い力でしか相互作用しない可能性があるため、検出が非常に困難である。ただし、WIMPを直接的および間接的に検出しようとする多くの実験が進行中である。間接検出とは、地球から遠く離れたWIMPの消滅生成物または崩壊生成物の観測を指す。間接検出の取り組みは、通常、WIMPの暗黒物質が最も蓄積すると考えられる場所、つまり銀河と銀河団の中心、および天の川の小さな伴銀河に焦点を当てている。これらはバリオン物質をほとんど含まない傾向があり、標準的な天体物理学的プロセスから予想されるバックグラウンドを減らすため、特に有用である。典型的な間接探索は、過剰なガンマ線を探す。これは、消滅の最終状態の生成物として予測されるか、荷電粒子が逆コンプトン散乱を介して周囲の放射線と相互作用するときに生成される。ガンマ線信号のスペクトルと強度は、消滅積に依存し、モデルごとに計算する必要がある。対消滅信号の非観測を介してWIMPの対消滅に限界を置いた実験として、 Fermi -LATガンマ線望遠鏡やVERITASなどの地上ベースのガンマ線観測所がある。  WIMPの標準模型粒子への消滅も高エネルギーニュートリノの生成を予測するが、それらの相互作用率は現在のところ暗黒物質信号を確実に検出するには低すぎる。南極のIceCube天文台からの将来の観測は、WIMPで生成されたニュートリノを標準的な天体物理学的ニュートリノと区別することができるかもしれない。しかし、2014年までに、37個の宇宙論的ニュートリノしか観測されておらず 、そのような区別は不可能であった。
別のタイプの間接WIMP信号は、太陽から来る可能性があります。 ハロー中に含まれるWIMPは、太陽を通過するときに、太陽陽子、ヘリウム原子核、およびより重い元素と相互作用する可能性がある。 WIMPがそのような相互作用で十分なエネルギーを失い、局所的な脱出速度を下回る場合、太陽の引力から逃れるのに十分なエネルギーがなく、重力によって拘束されたままになる。 次第に多くのWIMPが太陽の内部で熱化するにつれて、それらは互いに消滅し始め、高エネルギーニュートリノを含むさまざまな粒子を形成する。 その後、これらのニュートリノは地球に移動して、日本のスーパーカミオカンデ検出器など、多くのニュートリノ望遠鏡の1つで検出される可能性がある。これらの検出器で1日に検出されるニュートリノイベントの数は、WIMPの特性と、ヒッグス粒子の質量に依存する。地球内および銀河中心内からのWIMP消滅からニュートリノを検出するための同様の実験が進行中である。  

## 直接検出
直接検出とは、暗黒物質が地球実験室の検出器を通過する際のWIMPと核の衝突の影響を観測することである。ほとんどのWIMPモデルは、間接的な検出実験を成功させるには、十分な数のWIMPを大きな天体に取り込む必要があることを示しているが、これらのモデルが正しくない、もしくは暗黒物質現象の一部しか説明していない可能性がある。したがって、コールドダークマターの存在の間接的な証拠を提供することに専念する複数の実験があっても、WIMPの理論を固めるために直接検出測定も必要である。
太陽や地球に遭遇するほとんどのWIMPは何の影響もなく通過すると予想されるが、十分に大きな検出器を通過する多数の暗黒物質WIMPは、観測するのに十分な頻度（少なくとも1年に数回程度）で相互作用することが期待される。 WIMPを検出する現在の試みの一般的な戦略は、大容量にスケールアップできる非常に感度の高いシステムを見つけることである。これは、ニュートリノの発見と（今では）日常的な検出の歴史から学んだ教訓に続くものである。

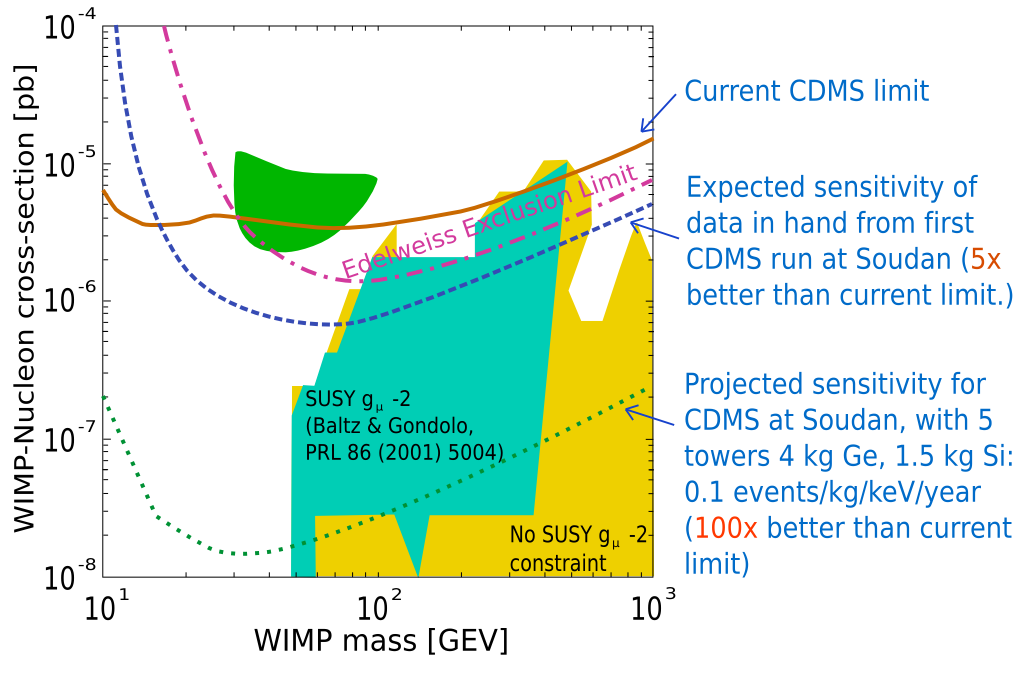
図1。 2004年の時点で除外されたCDMSパラメータ空間。 DAMAの結果は緑のエリアにあり、許されていない。

### 実験技術
極低温結晶検出器–スーダン鉱山の極低温暗黒物質探索（CDMS）検出器で使用される技術は、複数の非常に冷たいゲルマニウムおよびシリコン結晶に依存している。結晶（それぞれホッケーパックのサイズ程度）は約50mKに冷却される。表面の金属（アルミニウムとタングステン）の層は、結晶を通過するWIMPを検出するために使用される。この設計は、WIMPによって「キック」される原子によって生成される結晶格子の振動を検出することを目的としている。タングステン遷移エッジセンサー（TES）は臨界温度に保たれているため、超電導状態になっている。大きな結晶の振動は金属に熱を発生させ、これは抵抗の変化によって検出可能である。 CRESST 、 CoGeNT 、およびEDELWEISSは、同様のセットアップを実行する。
希ガスシンチレータ– WIMPによって「ノックされた」原子を検出する別の方法は、シンチレーション材料を使用することである。これにより、光パルスが移動する原子によって生成され、多くの場合PMTで検出される。 SNOLABでのDEAPやLNGSでのDarkSideなどの実験では、高感度のWIMP検索のために非常に大きなターゲット質量の液体アルゴンを使用する。 ZEPLINとXENONは、キセノンを使用してより高い感度でWIMPを除外し、3.5トンの液体キセノンを使用するXENON1T検出器によってこれまでで最も厳しい制限が提供された。 さらに大型のマルチトン液体キセノン検出器として、 XENON 、 LUX-ZEPLIN 、およびPandaXの共同研究による構築が承認されている。
結晶シンチレータ–液体希ガスの代わりとなる、原理的により簡単なアプローチは、NaI（Tl）などのシンチレータ結晶を使用することである。このアプローチは、 DAMA / LIBRAによって採用されている。これは、WIMP検出と一致する信号の年次変調を観測した実験である（  § Recent limitsを参照）。 § Recent limits）。 ANAISやDM-Iceなど、いくつかの実験でこれらの結果を再現しようとしている。DM-Iceは、南極のIceCube検出器とNaI結晶を同時配置している。 KIMSは、シンチレータとしてCsI（Tl）を使用して同じ問題に取り組んでいる。 COSINE -100コラボレーション（KIMSグループとDM-Iceグループの統合）は、2018年12月にジャーナルNatureでDAMA/LIBRA信号の複製に関する結果を公開した。彼らの結論は、「この結果は、DAMAコラボレーションによって観察された年次変調の原因としてのWIMP-核子相互作用を除外している」というものだった。  2021年に、 ANAIS-112とCOSINE-100の新しい結果は、どちらもDAMA/LIBRA信号の再現に失敗した。   
泡箱– PICASSO （超対称オブジェクトを検索するためのカナダのプロジェクト）実験は、カナダのSNOLABにある直接暗黒物質検索実験である。フロンをアクティブマスとして用いる気泡検出器を使用する。 PICASSOは、主にWIMPとフロン中のフッ素原子とのスピン依存相互作用に敏感である。トリフルオロヨードメタン（CF 3 I）を使用した同様の実験であるCOUPPは、2011年に20GeVを超える質量の制限を発表した。  2つの実験は2012年にPICOコラボレーションに統合された。
気泡検出器は、ゲルマトリックスに懸濁された過熱液体の小さな液滴を使用する放射線感受性デバイスである。 泡箱の原理を使用しているが、一度に相転移を起こすことができるのは小さな液滴だけなので、検出器ははるかに長い期間アクティブなままでいることができる。電離放射線により液滴に十分なエネルギーが蓄積されると、過熱した液滴は気泡になる。気泡の発生には、圧電センサーによって検出される音響衝撃波が伴う。バブル検出器技術の主な利点は、検出器がバックグラウンド放射にほとんど影響されないことである。検出器の感度は、温度を変更することで調整できる。通常、15 °Cから55 °Cの間で動作する。 SIMPLEと呼ばれる、ヨーロッパでこの手法を使用した別の同様の実験がある。
PICASSOは、 19 Fでのスピン依存WIMP相互作用の結果（2009年11月）を報告している。24Gevの質量では、13.9 pb（90％CL）のスピン依存断面積で新しい厳密な限界が得られた。得られた限界は、スピン依存相互作用の観点から、DAMA/LIBRAの年次変調効果の最近の解釈を制限する。 
PICOは2015年に計画されたコンセプトの拡張である。 
他のタイプの検出器–低圧ガスで満たされたタイムプロジェクションチェンバー（TPC）は、WIMP検出のために研究されている。トラックからの方向性リコイル識別（DRIFT）コラボレーションは、WIMP信号の予測された方向性を利用しようとしている。 DRIFTは二硫化炭素ターゲットを使用する。これにより、WIMPの反動が数ミリメートル移動し、荷電粒子の軌跡が残る。この帯電したトラックは、 MWPC読み出し平面にドリフトされ、3次元で再構築され、原点の方向を決定できる。 DMTPCは、CF4ガスを使用した同様の実験である。
DAMIC（Dark Matter In CCDs）とSENSEI（Sub Electron Noise Skipper CCD Experimental Instrument）のコラボレーションでは、科学的な電荷結合デバイス（CCD）を使用して軽い暗黒物質を検出する。 CCDは、検出器ターゲットと読み出し機器の両方として機能する。 CCDの大部分とのWIMPの相互作用は、電子正孔対の生成を誘発する可能性があり、電子正孔対は、CCDによって収集および読み取られる。ノイズを減らし、単一電子の検出を実現するために、実験ではスキッパーCCDと呼ばれるタイプのCCDを使用する。これにより、同じ収集電荷の繰り返し測定を平均化できる。  

### 最近の制限

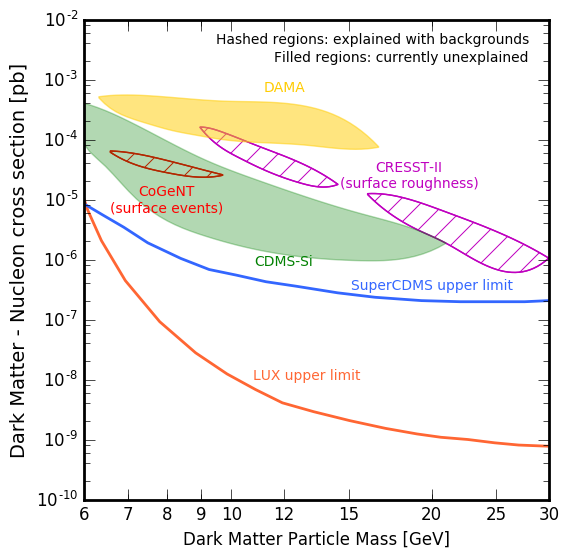
図2：暗黒物質粒子の質量と核子との相互作用断面積のパラメーター空間を示すプロット。 LUXおよびSuperCDMSの制限は、ラベル付けされた曲線の上のパラメーター空間を除外します。 CoGeNTおよびCRESST-II領域は、以前は暗黒物質信号に対応すると考えられていたが、後でありふれた情報源で説明された領域を示している。 DAMAとCDMS-Siのデータは説明されていないままであり、これらの異常が暗黒物質によるものである場合、これらの領域は好ましいパラメータ空間を示している。

図2に示すように、現在、直接検出実験からの暗黒物質の確認された検出はなく、 LUXおよびSuperCDMS実験からの最も強い除外限界がある。 370キログラムのキセノンを備えたLUXは、キセノンやCDMSよりも感度が高くなる。  2013年10月の最初の結果は、信号が見られなかったことを報告しており、感度の低い機器から得られた結果に反論しているようである。 これは、2016年5月に最終データの実行が終了した後に確認された。 
歴史的に、異なる直接検出実験からの4つの異常なデータセットがあり、そのうちの2つは現在バックグラウンドで説明されているが（ CoGeNTおよびCRESST-II）、2つは説明されていないままである（ DAMA / LIBRAおよびCDMS-Si ）。   2010年2月、CDMSの研究者は、WIMPと核の衝突によって引き起こされた可能性のある2つのイベントを観察したと発表した。   
単一のゲルマニウムパックを使用する小型の検出器であるCoGeNTは、質量の小さいWIMPを検知するように設計されており、56日間で数百の検出イベントを報告した。  彼らは、軽い暗黒物質を示す可能性のあるイベント率の年次変調を観察しました。 しかし、CoGeNTイベントの暗黒物質の起源は、表面イベントからの背景の観点からの説明を支持して、より最近の分析によって反駁されている。 
年次変調は、WIMP信号の予測される特徴の1つであり  、これに基づいて、DAMAコラボレーションは肯定的な検出を主張している。しかし、他のグループはこの結果を確認していない。 2004年5月に公開されたCDMSデータは、WIMPと暗黒物質ハローの特性に関する特定の標準的な仮定を前提として、DAMA信号領域全体を除外し、これに続いて他の多くの実験が行われた（図2の右を参照）。
COSINE -100コラボレーション（KIMSグループとDM-Iceグループの統合）は、2018年12月にジャーナルNatureでDAMA/LIBRA信号の再現に関する結果を公開した。彼らの結論は、「この結果は、DAMAコラボレーションによって観察された年次変調の原因としてのWIMP-核子相互作用を除外している」というものだった。 

### 直接検出の未来
2020年代には、現在の最先端の感度よりも桁違いに小さいWIMP核断面を調査する、いくつかのマルチトン質量直接検出実験の出現が見られる予定である。このような次世代実験の例としては、マルチトン液体キセノン実験であるLUX-ZEPLIN（LZ）とXENONnTがあり、続いて50〜100トンの別の提案された液体キセノン直接検出実験であるDARWINがある。  
このようなマルチトン実験は、ニュートリノの形で新しいバックグラウンドにも直面する。これにより、ニュートリノフロアと呼ばれる特定のポイントを超えてWIMPパラメータ空間を探索する能力が制限される。ただし、その名前は厳しい制限を意味する場合があるが、ニュートリノフロアは、それを超えると実験感度が露出の平方根（検出器の質量と実行時間の積）としてのみ改善できるパラメーター空間の領域を表す。   10 GeV未満のWIMP質量の場合、ニュートリノ背景の主な発生源は太陽からであるが、より高い質量の場合、背景には大気ニュートリノと拡散超新星ニュートリノ背景からの寄与が含まれる。 2021年12月、 PandaXの結果では、データ中には信号が検出されず、最低でも {\displaystyle 3.8\times 10^{-11}} pbの断面積および40GeVの質量までが棄却された。  

## 参照
- Bertone, Gianfranco (2010). Particle Dark Matter: Observations, Models and Searches. Cambridge University Press. p. 762. Bibcode: 2010pdmo.book.....B. ISBN 978-0-521-76368-4
- Cerdeño, David G.; Green, Anne M. (2010). “Direct detection of WIMPs”. Particle Dark Matter: Observations, Models and Searches:  347–369. arXiv:1002.1912. doi:10.1017/CBO9780511770739.018. ISBN 9780511770739.
- Davis, Jonathan H. (2015). “The Past and Future of Light Dark Matter Direct Detection”. Int. J. Mod. Phys. A 30 (15):  1530038. arXiv:1506.03924. Bibcode: 2015IJMPA..3030038D. doi:10.1142/S0217751X15300380.
- Del Nobile, Eugenio; Gelmini, Graciela B.; Gondolo, Paolo; Huh, Ji-Haeng (2015). “Update on the Halo-independent Comparison of Direct Dark Matter Detection Data”. Physics Procedia 61:  45–54. arXiv:1405.5582. Bibcode: 2015PhPro..61...45D. doi:10.1016/j.phpro.2014.12.009.